# イオンモール船橋
イオンモール船橋（イオンモールふなばし）は、千葉県船橋市山手一丁目に所在し、イオンリテール株式会社が開発、イオンモール株式会社が運営しているショッピングセンター。イオンリテールが「イオンモール」の名称でSCを新規開業する初の施設となる。

## 概要
当地には日本建鐵船橋工場（日本建鐵船橋製作所、親会社である三菱電機の洗濯機の企画・製造）と（初代）マックスバリュ新船橋店が立地していたが、イオンが「イオン新船橋ショッピングセンター」の建設を発表。
当初は2008年（平成20年）秋に開業する予定であったが、マックスバリュ新船橋店の駐車場などの土壌から、六価クロムなどが検出されたことや景気の低迷などから建設を延期。その後、開業時期が発表されるとともにマックスバリュ新船橋店の閉店を発表。マックスバリュ新船橋店は2011年（平成23年）2月20日に閉店した。
2012年（平成24年）4月25日グランドオープン。その後、2013年（平成25年）にはイオンタウンが新船橋駅を挟んで約250メートル東側にイオンタウン新船橋を建設。核店舗として当モールの前身と同名の「（2代目）マックスバリュ新船橋店」もオープンしている。

## 沿革
- 2012年（平成24年）
  - 4月17日 - ソフトオープン。
  - 4月25日 - グランドオープン。
- 2013年（平成25年）
  - 11月1日 - 管理・運営がイオンモール株式会社に移管。

## 主なテナント
核テナントはイオン船橋店である。モール開業時点での専門店テナント数は158店。
出店しているテナント全店の一覧・詳細情報は公式サイト「ショップ&レストラン」を、営業時間およびATMを設置する金融機関の詳細は公式サイト「インフォメーション」を参照。

### 1階
- ドクターランド船橋 - 医療法人社団 千葉白報会が運営する総合クリニック（診療所）。診療科目は内科・消化器内科・循環器内科・糖尿病内科・呼吸器内科・整形外科・皮膚科・耳鼻咽喉科・眼科・歯科・小児歯科・歯科口腔外科・リハビリテーション科[7]で、日本のショッピングセンター内の診療所としては最大の規模である[8]。
- 暮らしのマネープラザ - イオンクレジットサービス・イオン銀行・イオン保険サービス・野村證券・第一生命保険の営業窓口を一つのエリアに集約している。イオンでは初めての導入事例であった[9]。その後イオン銀行以外のテナントが退店し、イオン銀行が保険や投資信託などの取次ぎを行っている。さらに空いたスペースには郵便局が出店した。

### 2階
- イオンデジタルワールド - イオンの総合スーパー改革として生み出された専門店業態で、テレビゲーム・携帯電話などのデジタル機器販売に特化していた[1]。2018年ごろに閉店し、跡地にジョーシンが出店している。また3階には携帯電話の販売店が入店している。

### 3階
- フードコート - 690席。うちキッズコーナー60席、車椅子対応16席、イオングループ初導入の高さを低減し肘かけつき椅子を備えたテーブル48席を備える[1][10]。

## 環境への配慮
イオンでは12か所目となる「エコストア」であり、既存店舗と比較して二酸化炭素の30%削減を目標としている。建物の空調システムには氷蓄熱を採用しているほか、1階食品売場には高効率DCインバータ冷凍機・二酸化炭素を冷媒とした冷凍機が導入されている。そしてLED照明の全面採用により、モール全体の97.6%がLED化されている。さらにモール建物東側側面には太陽光発電用のソーラーパネルを設置している。

## 駐車場
モール4階・5階の立体駐車場、屋上駐車場と平面駐車場があり、収容台数は2,300台である。平面駐車場には電気自動車充電スタンドが3基設置されている。詳細情報は公式サイト「駐車場のご案内」を参照。

## 交通アクセス
鉄道は東武野田線新船橋駅西口から徒歩1分、東葉高速鉄道線東海神駅T4口から徒歩7分。バスは船橋駅北口から京成バスの船35系統「建鉄循環」で「日本建鉄前」停留所が最寄り。
なお、行田団地方面と金杉台団地方面から有料の送迎バスが運行されている。受託は行田団地方面が京成バス市川営業所、金杉台団地方面が鎌ヶ谷営業所。
2012年7月21日から千葉シーサイドバスの受託で運行開始し、当初は試験運行のため運賃は無料であったが、同年9月21日から有料(100円)となった。2019年9月21日より受託会社、運行経路が現在のものに改められた。バスの運行時刻・運賃・乗り場などの詳細情報は公式サイト「バスのご案内」を参照。